# Gian Francesco Giudice
Gian Francesco Giudice (ur. 25 stycznia 1961 w Padwie) – włoski fizyk teoretyczny oraz kosmolog, pracujący w CERN.

## Biogram
Studiował fizykę teoretyczną na Uniwersytecie w Padwie, a następnie uzyskał stopień doktorski w International School for Advanced Studies we włoskim Trieście. Po doktoracie pracował w Fermi National Accelerator Laboratory (Fermilab) pod Chicago oraz na University of Texas at Austin, gdzie był członkiem zespołu badawczego prof. Stevena Weinberga. Od 1993 jest pracownikiem CERN. W pracy badawczej zajmuje się m.in. supersymetrią oraz bozonami Higgsa. W 2013 otrzymał katedrę Jacques'a Solvaya w dziedzinie fizyki. W 2016 został kierownikiem Zakładu Fizyki Teoretycznej CERN.
Autor książki A Zeptospace Odyssey: A Journey Into the Physics of the LHC (wyd. Oxford University Press 2010, ISBN 978-0-19-958191-7). Swoje prace publikował w takich czasopismach jak m.in. "Physics Letters B", "Nuclear Physics B" oraz "Journal of High Energy Physics".